# Episodi de Il laboratorio di Dexter (seconda stagione)
La seconda stagione della serie animata Il laboratorio di Dexter, composta da 39 episodi, è stata trasmessa negli Stati Uniti su Cartoon Network dal 16 luglio 1997.
In Italia è stata trasmessa su Italia 1 dal 1999.
| nº | Codice di produzione | Titolo originale                                                                  | Titolo italiano                                                                       | Prima TV USA      | Prima TV Italia |
| -- | -------------------- | --------------------------------------------------------------------------------- | ------------------------------------------------------------------------------------- | ----------------- | --------------- |
| 1  | 202                  | Beard to Be Feared / Quackor the Fowl / Ant Pants                                 | Una barba per Dexter / La sfida / Conosci le formiche?                                | 16 luglio 1997    |                 |
| 2  | 201                  | Mom and Jerry / Chubby Cheese / That Crazy Robot                                  | Mamma e Jerry / Pizza e giochi / Il robot                                             | 23 luglio 1997    |                 |
| 3  | 203                  | D & DD / Hamhocks and Armlocks                                                    | Mille mostri e labirinti / Un'auto sgangherata                                        | 30 luglio 1997    |                 |
| 4  | 205                  | Hunger Strikes / The Koos Is Loose / Morning Stretch                              | Il mostro vegetariano / L'amico immaginario / La macchina del supertempo              | 6 agosto 1997     |                 |
| 5  | 204                  | Dee Dee Locks and the Ness Monster / Backfire / Book 'Em                          | Favole strampalate / L'auto di papà / Un libro da restituire                          | 13 agosto 1997    |                 |
| 6  | 207                  | Sister's Got a Brand New Bag / Shoo, Shoe Gnomes / Lab of the Lost                | Impariamo un nuovo ballo / Poveri stivali / Un laboratorio sconfinato                 | 20 agosto 1997    |                 |
| 7  | 206                  | Labels / Game Show / Fantastic Boyage                                             | Appiccica tu che appiccico io / Il gioco a premi / Viaggiando nel corpo umano         | 27 agosto 1997    |                 |
| 8  | 211                  | Filet of Soul / Golden Diskette                                                   | Il pesciolino / Un concorso tutto d'oro                                               | 3 settembre 1997  |                 |
| 9  | 212                  | Snowdown / *Figure Not Included / Mock 5                                          | Giochi sulla neve / Amici sì, amici no / Scorribande a quattro ruote                  | 10 settembre 1997 |                 |
| 10 | 208                  | Ewww That's Growth / Nuclear Confusion / Germ Warfare                             | Questione di statura / Caccia al nocciolo / Germi birichini                           | 17 settembre 1997 |                 |
| 11 | 210                  | A Hard Day's Day / Road Rash / Ocean Commotion                                    | Una brutta giornata / La bicicletta / Tutti al mare                                   | 24 settembre 1997 |                 |
| 12 | 209                  | The Bus Boy / Things That Go Bonk in the Night / Ol' McDexter                     | Chi c'è nell'autobus? / Un supereroe pigrone / La vecchia fattoria                    | 1º ottobre 1997   |                 |
| 13 | 213                  | Sassy Come Home / Photo Finish                                                    | Mistero al campeggio / Una fotografia sgangherata                                     | 8 ottobre 1997    |                 |
| 14 | 215                  | Star Check Unconventional / Dexter Is Dirty / Ice Cream Scream                    | Incontri spaziali / Dexter è sempre sporco / Il gelataio                              | 15 ottobre 1997   |                 |
| 15 | 214                  | Decode of Honor / World's Greatest Mom / Ultrajerk 2000                           | Codici segreti / Una super mega mamma / Un robot molto efficiente                     | 22 ottobre 1997   |                 |
| 16 | 216                  | Techno Turtle / Surprise! / Got Your Goat                                         | La tartaruga bionica / Regalo di compleanno / Dov'è finito Charlie?                   | 29 ottobre 1997   |                 |
| 17 | 218                  | Dee Dee Be Deep / 911 / Down in the Dumps                                         | Scatena la voce / Emergenza birichina / L'orsacchiotto                                | 5 novembre 1997   |                 |
| 18 | 217                  | Unfortunate Cookie / The Muffin King                                              | Biscotti a sorpresa / Il golosone                                                     | 12 novembre 1997  |                 |
| 19 | 219                  | Picture Day / Now That's a Stretch / Dexter Detention                             | Dimmi che faccia hai / Il bambino super elastico / Una punizione molto cattiva        | 19 novembre 1997  |                 |
| 20 | 221                  | Don't Be a Baby / Peltra / G.I.R.L. Squad                                         | Viva gli anni verdi / Un'aliena in pelliccia / Una nuova super squadra                | 26 novembre 1997  |                 |
| 21 | 222                  | Sports-a-Poppin' / Koos a la Goop a Goop / Project Dee Dee                        | Dexter e lo sport / Una terra da scoprire / Il progetto di scienze                    | 3 dicembre 1997   |                 |
| 22 | 220                  | Topped Off / Dee Dee's Tail / No Power Trip                                       | Il caffè / Il pony / Riattaccate la corrente                                          | 14 gennaio 1998   |                 |
| 23 | 227                  | Sister Mom / The Laughing                                                         | Dov'è la mamma? / Un clown scatenato                                                  | 21 gennaio 1998   |                 |
| 24 | 224                  | Dexter's Lab: A Story / Coupon for Craziness / Better Off Wet                     | Un piccolo cerca-famiglia / Una famigliola scatenata / Paura dell'acqua               | 28 gennaio 1998   |                 |
| 25 | 226                  | Critical Gas / Let's Save the World You Jerk! / Average Joe                       | Un pranzo supersonico / Salviamo il pianeta / Gli intelligentoni                      | 4 febbraio 1998   |                 |
| 26 | 223                  | Rushmore Rumble / A Boy and His Bug / You Vegetabelieve It!                       | I presidenti / La termite / Il fertilizzante                                          | 11 febbraio 1998  |                 |
| 27 | 225                  | Aye Aye Eyes / Dee Dee and the Man                                                | Un'amica romantica / Troppo silenzio                                                  | 18 febbraio 1998  |                 |
| 28 | 229                  | Rude removal                                                                      | Le cattive azioni                                                                     | 21 febbraio 1998  |                 |
| 28 | 229                  | Old Flame / Don't Be a Hero / My Favorite Martian                                 | Curiosando nel passato / Super Dexter / Chi c'è su Marte?                             | 25 febbraio 1998  |                 |
| 29 | 230                  | Paper Route Bout / The Old Switcharooms / Trick or Treehouse                      | Gara all'ultimo giornale / Scambio di camerette / La casa sull'albero                 | 4 marzo 1998      |                 |
| 30 | 231                  | Quiet Riot / Accent You Hate / Catch of the Day                                   | Un meritato riposo / Ma come parli? / A pesca con papà                                | 11 marzo 1998     |                 |
| 31 | 232                  | Dad Is Disturbed / Framed / That's Using Your Head                                | La gara di golf / Una nuova moda / Un nuovo amico molto misterioso                    | 18 marzo 1998     |                 |
| 32 | 233                  | DiM / Just an Old Fashioned Lab Song... / Repairanoid                             | Un'avventura luminosa / Lezioni di musica / Un elettricista impiccione                | 25 marzo 1998     |                 |
| 33 | 236                  | Sdrawkcab / The Continuum of Cartoon Fools / Sun, Surf, and Science               | La supercintura / Una sorella invadente / La gara di surf                             | 1º aprile 1998    |                 |
| 34 | 228                  | Big Bots / Gooey Aliens That Control Your Mind / Misplaced in Space               | Robot alla riscossa / Alieni dispettosi / In viaggio tra le stelle                    | 8 aprile 1998     |                 |
| 35 | 235                  | Dee Dee's Rival / Pslyghtly Psycho / Game for a Game                              | Il saggio di danza / La festa della mamma / A che gioco giochiamo?                    | 15 aprile 1998    |                 |
| 36 | 237                  | Blackfoot and Slim / Trapped with a Vengeance / The Parrot Trap                   | Alla scoperta del piccolo Dexter / Un grosso dispetto / Un pappagallino chiacchierone | 22 aprile 1998    |                 |
| 37 | 234                  | Dexter and Computress Get Mandark! / Pain in the Mouth / Dexter vs. Santa's Claws | Un amico computerizzato / Mal di denti / Babbo Natale esiste                          | 29 aprile 1998    |                 |
| 38 | 238                  | Dyno-Might / LABretto                                                             | Il cane meccanico / Operetta                                                          | 6 maggio 1998     |                 |
| 39 | 239                  | Last But Not Beast                                                                | Il robot giapponese                                                                   | 15 giugno 1998    |                 |

## Il robot
- Titolo originale: That Crazy Robot

### Trama
Dexter è pronto per iniziare una nuova giornata di lavoro, poco dopo Dee Dee entra irruentemente nel suo laboratorio e stupidamente, senza accorgersene, rimuove una chiave inglese dalla schiena di un robot costruito dal fratellino, che prende vita e con cui fa subito amicizia, ma questo non si rivela essere amichevole verso di lei e verso chi le sta intorno, e per questa ragione Dee Dee, sconsolata, ricorre a Dexter per trovare una soluzione. Quando Dexter viene aggredito dal robot, Dee Dee lo disattiva tirandogli contro la medesima chiave inglese usata per attivarlo, perciò per ringraziare la sorella maggiore, Dexter decide di fare qualsiasi cosa lei chieda, ma in cambio riceve solo un rifiuto da parte di quest'ultima, facendolo irritare notevolmente.

## L'amico immaginario
- Titolo originale: The Koos is Loose

### Trama
Dexter incontra l'amico immaginario di Dee Dee, Koosalagoopagoop, un buffo dinosauro parlante che gliene combinerà di tutto i colori, così il ragazzo cercherà di farlo scomparire con la forza dell'immaginazione, ma poi si renderà conto di aver commesso un terribile errore.

## Favole strampalate
- Titolo originale: Dee Dee Locks and the Ness Monster

### Trama
Dexter deve raccontare controvoglia, le favole alla povera Dee Dee, che sta male. Quest'ultima si annoia e inventa un suo modo di raccontare le storie, a suo parere più interessanti di quelle di Dexter.

## Il ballo di Dee Dee
- Titolo originale: Sister's Got a Brand New Bag

### Trama
Dee Dee impara un nuovo ballo alla TV e cercherà in tutto l'episodio di mostrarlo a Dexter, il quale perde notevolmente le staffe per il fatto che lei glielo chieda insistentemente, tuttavia solo alla fine Dexter accetterà di vedere il balletto della sorella.

## Gli Stivali Rotti
- Titolo originale: Shoo, Shoe Gnomes

### Trama
Per riparare i suoi stivali rotti, Dexter chiamerà tramite un libro di Dee Dee, degli gnomi calzolai che svolgeranno il compito ma che poi gli invaderanno il laboratorio, così Dexter farà di tutto per scacciare gli intrusi, coadiuvato da sua sorella Dee Dee.

## Un laboratorio sconfinato
- Titolo originale: Lab of the Lost

### Trama
Dexter visita una area remota del suo laboratorio, dove ci sono i suoi vecchi robot. Questi però non sono lieti di vederlo e lo attaccano, ma Dee Dee, accorgendosi del fatto che il fratellino non si trova da nessuna parte, comincia a intuire che possa essere in pericolo, perciò si mette alla guida di una navicella e va alla sua ricerca. Una volta ritrovatisi, i due fratellini usano la prima invenzione di lui (una specie di allarme con lampadina) per liberarsi dei robot e la navicella di lei per poter scappare. Conseguentemente, Dee Dee consiglierà Dexter di concentrarsi sulle sue passate invenzioni, piuttosto che fissarsi sulle nuove.

## Viaggiando nel corpo umano
- Titolo originale: Fantastic Boyage

### Trama
Dee Dee ha preso il raffreddore. Dexter vorrebbe curarla, ma ottiene solo un secco rifiuto. Irritato per il rifiuto di Dee Dee, Dexter non vede altra soluzione che tentare di rimpicciolirsi ed entrare nella pancia di sua sorella usando una navicella a forma di siringa, risalendo il suo corpo fino alle vie respiratorie per curarle il raffreddore, ma finisce accidentalmente dentro il suo cane credendo che la ragazza sia stata contagiata da un virus canino. Per tutto il tempo, Dexter, a causa di questo equivoco, crede di essere dentro il corpo di Dee Dee mentre invece è dentro quello del cane e viene scambiato per virus dal veterinario.

## Il pesciolino
- Titolo originale: Filet of Soul

### Trama
Il pesciolino rosso di Dexter e Dee Dee muore per affaticamento. Di conseguenza, l' animaletto ritorna come fantasma, non dando nessuna tregua ai due fratellini per tutta la notte. Inizialmente Dexter, usando una macchina per intrappolare i fantasmi, cerca, con l'aiuto di Dee Dee, di catturare lo spirito del pesciolino. Quando Dexter sente la richiesta di aiuto di Dee Dee, che sta per essere trascinata giù per il water dalle presenze soprannaturali evocate dal fantasma del pesciolino, egli si precipita immediatamente in suo soccorso, ma non sa come poter salvare la ragazza. Dapprima Dexter si ingegna e riesce a tirare fuori dal water la sorella con uno sturalavandini, ma, nel momento in cui lei sta nuovamente per essere trascinata giù, lui, su consiglio della ragazza, deve gettare il cadavere del pesciolino rosso affinché lo spirito riesca a trovare finalmente pace, anche se per salvare Dee Dee una seconda volta, gli costerà dover liberare lo spirito dell' animaletto dalla macchina acchiappafantasmi.

## Un concorso tutto d'oro
- Titolo originale: Golden Diskette

### Trama
Dee Dee vince un concorso per l'estrazione di un dischetto d'oro e insieme al suo fratellino Dexter e ad altri ragazzini che come lei hanno vinto il concorso e si sono aggiudicati il dischetto, va a visitare la fabbrica laboratorio del prof. Hank.

## Questione di statura
- Titolo originale: Ewww That's Growth

### Trama
Dexter è troppo basso per andare sulle montagne russe, così decide di diventare più alto di Dee Dee, ma alla fine andrà a sbattere contro un tunnel.

## La bicicletta
- Titolo originale: Road Rash

### Trama
Dexter riceve in regalo dai genitori una bici e con questa cerca di rincorrere Dee Dee sui pattini a rotelle, ma la sorella è troppo veloce per lui.

## Codici segreti
- Titolo originale: Decode of Honor

### Trama
Dee Dee e Dexter si scambiano i codici dei rispettivi club, ma Dee Dee finisce nel club di Action Hank e Dexter in quello di Pony Puff. Mentre Dee Dee, vestita in tuta e caschetto da militare, si ritrova a dover fare cose da uomo, come tatuarsi un ometto di zucchero su un dito, Dexter, vestito in tutù, è costretto a fare cose da femminucce, venendo però scoperto da Action Hank. Nel momento in cui Pony Puff scopre il tradimento di Dee Dee, il pony riesce a catturare la sorella di Dexter. Per poter liberare la ragazza, Dexter e il suo idolo Action Hank, insieme agli uomini di quest' ultimo, uniscono le forze prima che lei possa cuocere in un calderone d'avena bollente, e riescono a prendere a scazzottate tutti gli scagnozzi di Pony Puff. Alla fine, Dexter riesce ugualmente a salvare Dee Dee,  l' equivoco viene chiarito perché Dexter ha avuto il codice di Dee Dee e viceversa, e Dee Dee, leggermente arrabbiata con Dexter per la disavventura da poco avuta, mostra al fratellino il tatuaggio che si è fatta fare, a forma di omino di zucchero, sul dito.

## La tartaruga bionica
- Titolo originale: Techno Turtle

### Trama
Dee Dee trova casualmente una tartarughina aggredita da un falco e la prende sotto custodia. La ragazza però fa molta confusione e scambia regolarmente il guscio dell' animaletto per l' uovo di un uccellino, che fa esaminare a Dexter. Quando Dexter impianta un chip all' interno del guscio della tartarughina, improvvisamente la bestiolina, percependo l'arrivo del falco, diventa sempre più forte per proteggere la sua famigliola dagli attacchi del rapace, sconfiggendolo definitivamente, a questo punto il falco si ritrova, dopo essere stato battuto, ad essere scambiato da Dee Dee per una tartaruga.

## Dov'è finito Charlie?
- Titolo originale: Got Your Goat

### Trama
Dexter viaggia con Dee Dee in Sudamerica per ritrovare uno strano animaletto, la Chupacabra, un famigerato essere che divora le capre di un villaggio locale. Quando i due fratellini vengono scambiati per ladri di bestiame dalla gente del villaggio, nasce un equivoco, che ben presto viene chiarito. Una volta arrivati a una caverna, Dee Dee è terrorizzata dalla Chupacabra, ma Dexter spiega alla sorella che l'animaletto, chiamato da lui Charlie, era semplicemente un mezzo per spaventarla e che non è stato uno dei suoi esperimenti migliori.

## Il bambino super elastico
- Titolo originale: Now That's a Stretch

### Trama
Stanco di non riuscire a prendere le cose in alto per via della sua stazza, Dexter decide di prendere una gomma e di fondersi con essa usando una macchina da lui creata, diventando subito di gomma e con la capacità di allungarsi, ma Dee Dee vedendolo, decide di giocare con il fratellino usandolo in diversi modi. Così Dexter, per sfuggire alla sorella si trasforma nel papà e intima Dee Dee di stare lontana da lui, ma subito arriva la mamma che credendo che colui che sta parlando con Dee Dee sia veramente il marito, lo prende per le orecchie e lo costringe a fare le faccende di casa.

## Una punizione molto cattiva
- Titolo originale: Dexter Detention

### Trama
Per evitare di compiere cattive azioni, di essersi trovato nel castigo sbagliato e di non essere un ignoto criminale, Dexter e i suoi compagni devono affrontare il truce Professore delle Punizioni Cattive, l'insegnante più negativo e feroce di tutta la prigione della scuola. Dexter conosce il codice morse per fuggire dall'aula della Punizione Cattiva, ma i tentativi per lui, sono poco vani.

## Il pony
- Titolo originale: Dee Dee's Tail

### Trama
Dee Dee è triste perché vuole essere un pony e va quindi a chiedere aiuto a Dexter, che riesce ad esaudire la richiesta della sorella, facendola diventare grazie alla scienza, un bellissimo esemplare di pony rosa.

## Troppo silenzio
- Titolo originale: Dee Dee and the Man

### Trama
Dexter caccia via Dee Dee perché lo disturba continuamente, ma alla fine se ne pentirà dopo aver tentato di trovare qualcuno che la sostituisca, perché la vita senza Dee Dee non è la stessa cosa per lui, in quanto è sua sorella, e non avendo lei vicino le sue giornate passano noiose.

## Un meritato riposo
- Titolo originale: Quiet Riot

### Trama
Dexter vorrebbe dormire, ma Dee Dee lo disturba in continuazione facendo molto baccano. Alla fine è Dee Dee ad avere la peggio e a sentirsi a disagio, poiché Dexter, stufo del fatto di essere disturbato da lei molte volte, decide di piazzarsi apposta sotto il suo letto, russando rumorosamente .

## La supercintura
- Titolo originale: Sdrawkcab

### Trama
Dexter deve impedire a sua sorella Dee Dee di impadronirsi di una cintura che permette di camminare all'indietro. Come sempre, Dee Dee è animata dalla curiosità, infatti la ragazza è ansiosa di provare la cintura ideata dal fratellino, ma Dexter, furbescamente, tira la leva che fa azionare la cintura su e giù, facendola levitare in aria e facendola cadere rovinosamente nel vuoto, cosa che le provoca un forte dolore al fondo schiena.

## Una sorella invadente
- Titolo originale: The Continuum of Cartoon Fools

### Trama
Dexter tenta inutilmente di tenere Dee Dee lontana dal laboratorio, ma invece che liberarsene definitivamente, finisce col chiudersi fuori e a piangere amaramente per quello che ha fatto.

## La gara di surf
- Titolo originale: Sun, Surf, and Science

### Trama
Per far colpo su Dee Dee, Mandark prende parte a una gara di surf.

## Ti Sfido
- Titolo originale: Game for a Game

### Trama
Dexter sfida Dee Dee in una serie di giochi. Nonostante venga sconfitto dalla sorella molte volte, riuscirà ugualmente a vincere, ma ciò gli costerà perdere il laboratorio.

## Babbo Natale esiste
- Titolo originale: Dexter Vs. Santa's Claws

### Trama
Dexter cerca in tutti i modi di convincere Dee Dee che Babbo Natale non esiste. Convinto che Babbo Natale sia suo papà travestito, Dexter finisce per tagliare accidentalmente la barba al vero Babbo Natale e di conseguenza col rovinare il Natale a tutta la sua famiglia, Dee Dee compresa.

## Operetta
- Titolo originale: LABretto

### Trama
La vita di Dexter e Dee Dee raccontata in versione canora.